# غوران بركيتش
غوران بركيتش هو لاعب كرة قدم صربي في مركز الوسط، ولد في 28 أبريل 1991 في بانتشيفو في صربيا. شارك مع منتخب صربيا تحت 17 سنة لكرة القدم ومنتخب صربيا تحت 19 سنة لكرة القدم. أما مع النوادي، فقد لعب مع نادي أو إف كيه بيوغراد.

## وصلات خارجية
- غوران بركيتش على موقع قاعدة بيانات كرة القدم.إي يو (الإنجليزية)
- غوران بركيتش على موقع Soccerway.com (الإنجليزية)
- غوران بركيتش على موقع عالم كرة القدم.نت (الإنجليزية)